# Londres, le Parlement (Monet)
Londres, le Parlement. Trouée de soleil dans le brouillard (Nederlands: Londen, parlementsgebouwen. De zon dringt door de mist) is een schilderij van de Franse kunstschilder Claude Monet, olieverf op doek, 81,5 × 92,5 centimeter groot, gemaakt in 1904. Het maakt deel uit van een reeks van negentien werken gemaakt tussen 1900 en 1904. Het schilderij bevindt zich sinds 1986 in het Musée d'Orsay te Parijs, uitgeleend door het Louvre.

## Context
Tussen 1899 en 1904 maakte Monet diverse reizen naar Londen, dat hij nog goed kende vanuit zijn eerdere verblijf daar tijdens de Frans-Duitse Oorlog in 1870-1871. Inmiddels een bekend kunstschilder en een min of meer vermogend man, nam hij er steeds zijn intrek in het luxueuze Savoy Hotel en schilderde er vanuit kamerraam een groot aantal gezichten over de Thames, van Charing Cross, Waterloo Bridge en een reeks van negentien werken van de parlementsgebouwen. Doorgaans plande hij zijn bezoeken in de herfst en winter, wanneer de Londense mist zich op haar best manifesteerde. Later schreef hij hierover: "De mist geeft de stad een wonderbaarlijke omvang. Zonder die mist zou Londen weinig aantrekkelijks hebben. De massieve en regelmatige gebouwen krijgen in deze geheimzinnige omhulling een soort van stille grootsheid". In zijn Londres, le Parlement. Trouée de soleil dans le brouillard, alsook in diverse andere werken uit de serie, wordt dit effect bij uitstek geïllustreerd.

## Afbeelding
Net als in zijn reeks over de Kathedraal van Rouen (1892-1894), ging het Monet in zijn schilderingen van de Londense parlementsgebouwen niet zozeer om de architectonische pracht van het onderwerp zelf, maar vooral om de weergave van licht en kleureffecten, bij diverse weersomstandigheden, op verschillende momenten van de dag. In zijn Londense werken betrekt hij daar met name het effect van mist bij, welke in het hier besproken werk praktisch het gehele beeld vult. De vorm wordt sterk bepaald door de puntige groene en paarse silhouetten tussen de twee vlammend goud-oranje vlekken van het zonlicht en haar reflectie in de rivier. Het licht dat door de mist heendringt heeft daarbij een opmerkelijk scherpe uitwerking. De stijl van het schilderij is duidelijk anders dan de losse penseelvegen van zijn eerdere impressionistische werken. Hier lijken ze in elkaar over te lopen, soms doorzichtig, soms elkaar bedekkend, zoals de zon soms werkelijk door de mist kan heen breken.
Monet zei zelf over zijn schilderijen van de parlementsgebouwen: "Ik wilde vooral de atmosfeer eromheen weergeven, de bijzondere schoonheid ervan, maar eigenlijk is dat onmogelijk". Een zekere invloed is te onderkennen van William Turner, wiens werk door Monet intensief bestudeerd werd, maar die hij een teveel aan kleurgebruik verweet.

## Reeks
Monet schilderde tussen 1899 en 1904 op nagenoeg gelijk formaat negentien schilderijen van de parlementsgebouwen. Hij zag het schilderen van reeksen bij uitstek als het middel om iets duurzaams te scheppen uit vluchtige en vergankelijke effecten, zoals in dit geval de Londense mist.

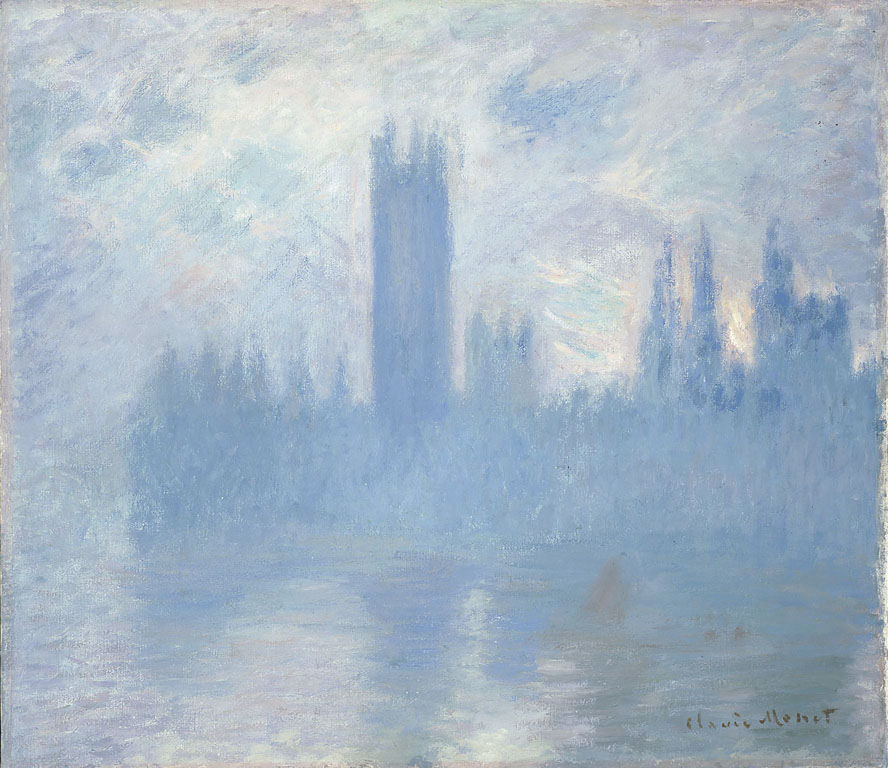
Zonder ondertitel, 1900-1901 The Art Institute of Chicago
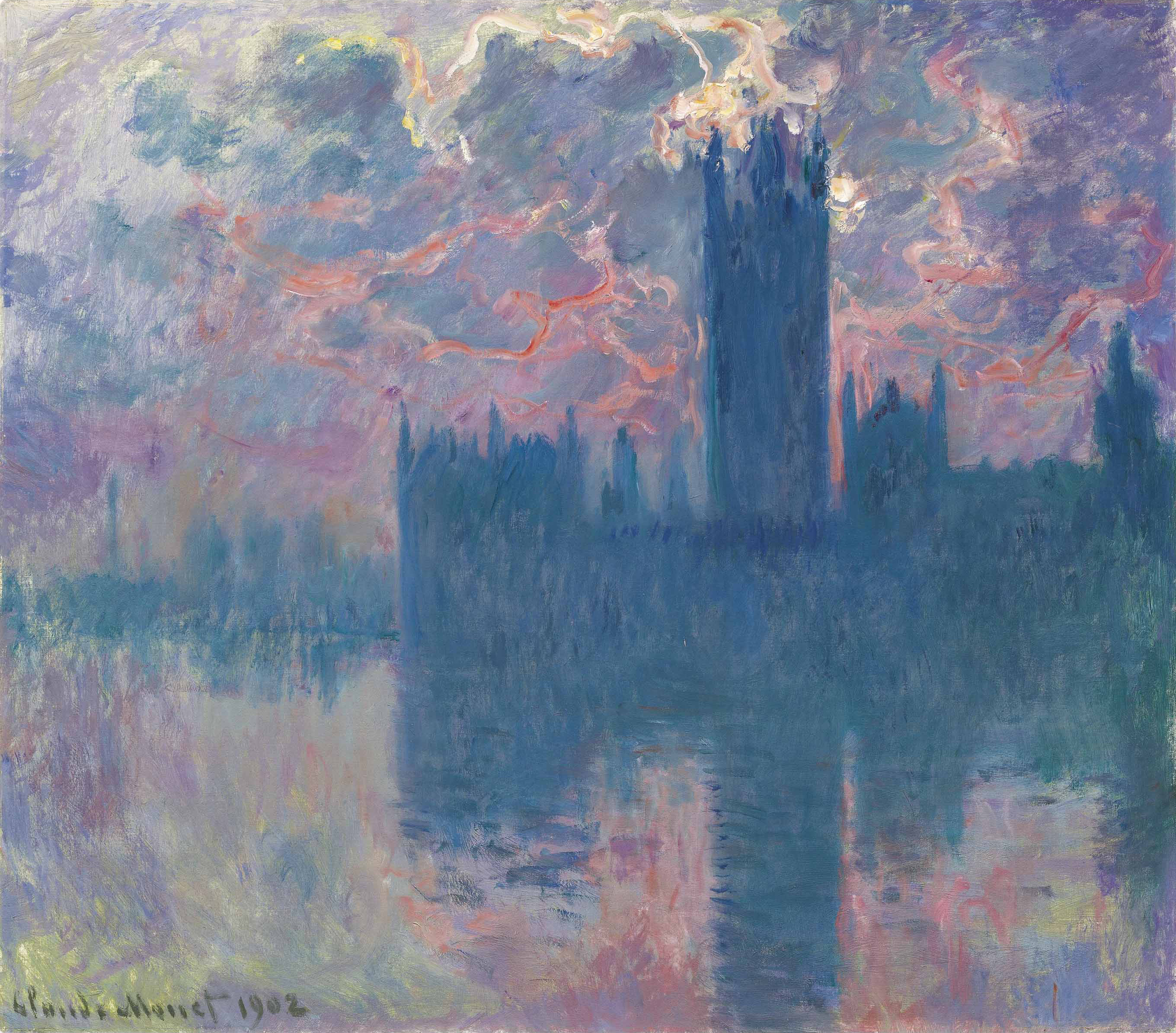
Ondergaande zon, 1902, privécollectie
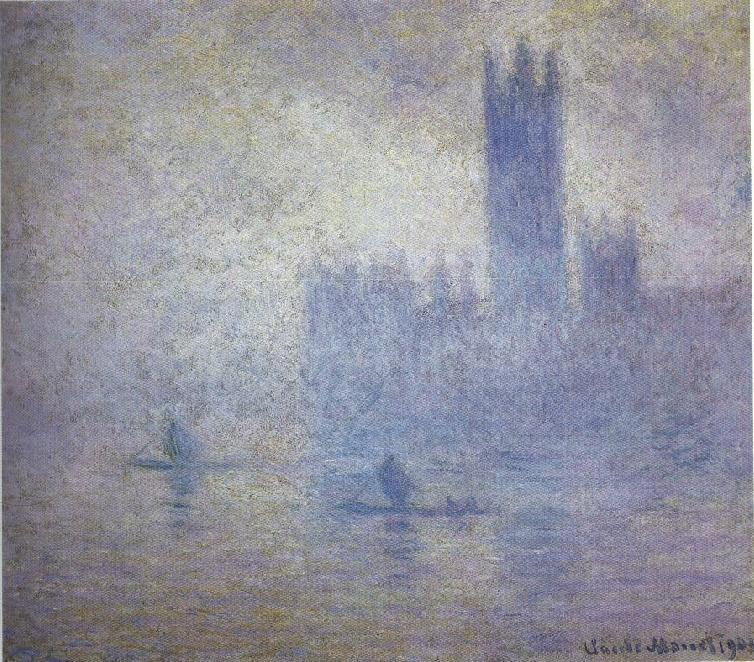
Mist, 1903, Museum of Fine Arts, St. Petersburg, Florida
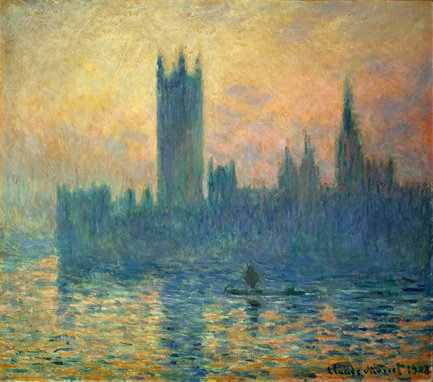
Ondergaande zon, 1903, National Gallery of Art, Washington
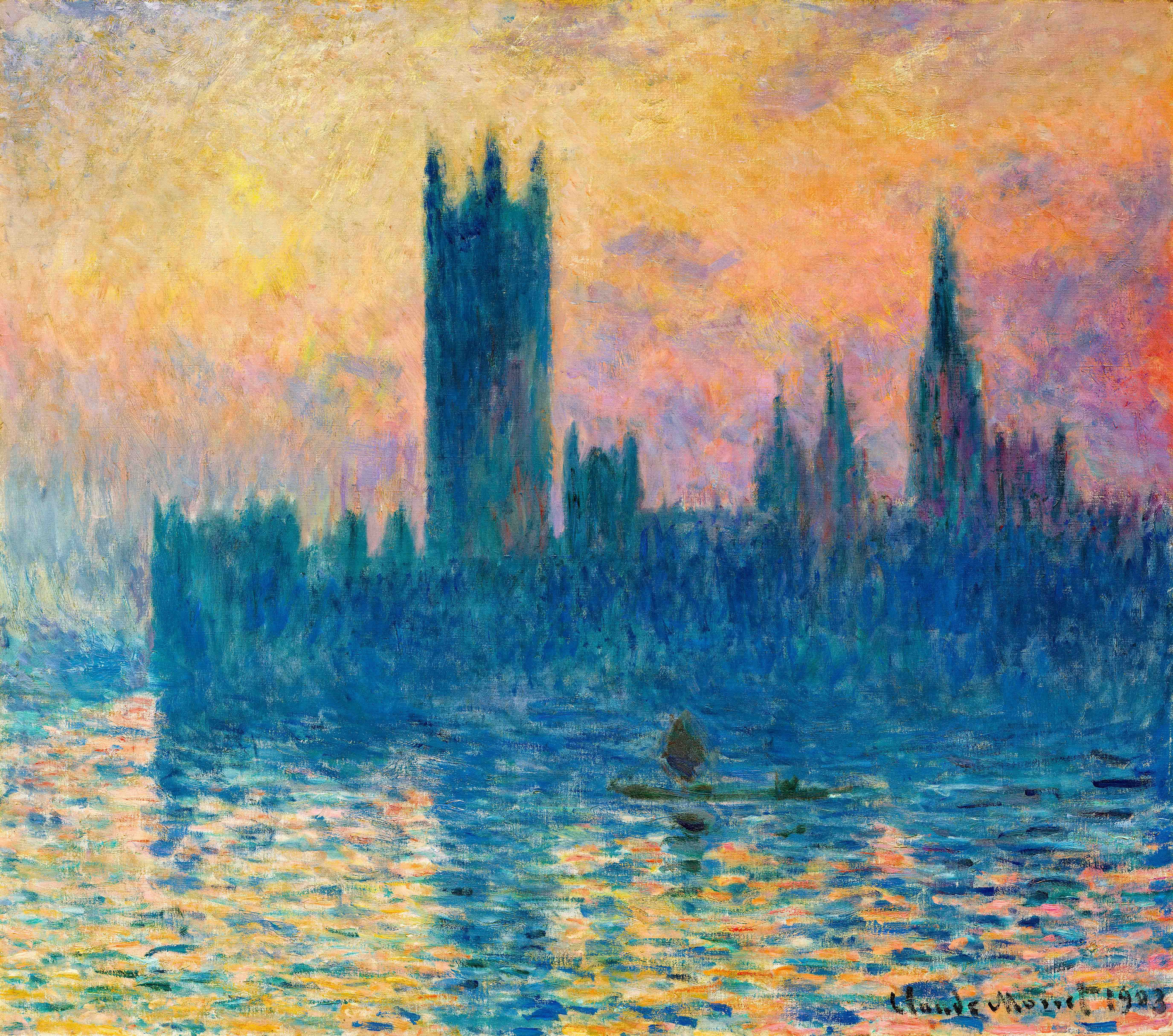
Zonsondergang, 1903, National Gallery of Art, Washington
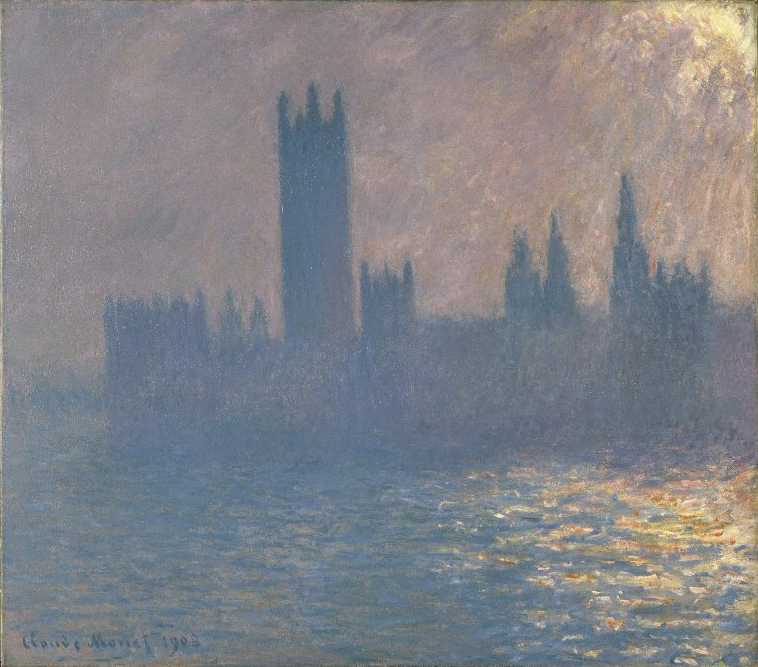
Effect van het zonlicht, 1903, Brooklyn Museum, New York
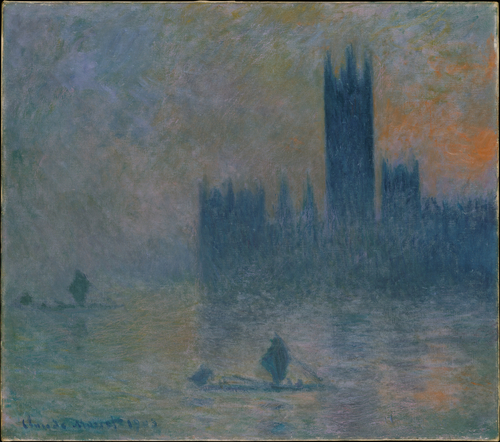
Effect van de mist, 1903-1904, Metropolitan Museum of Art, New York
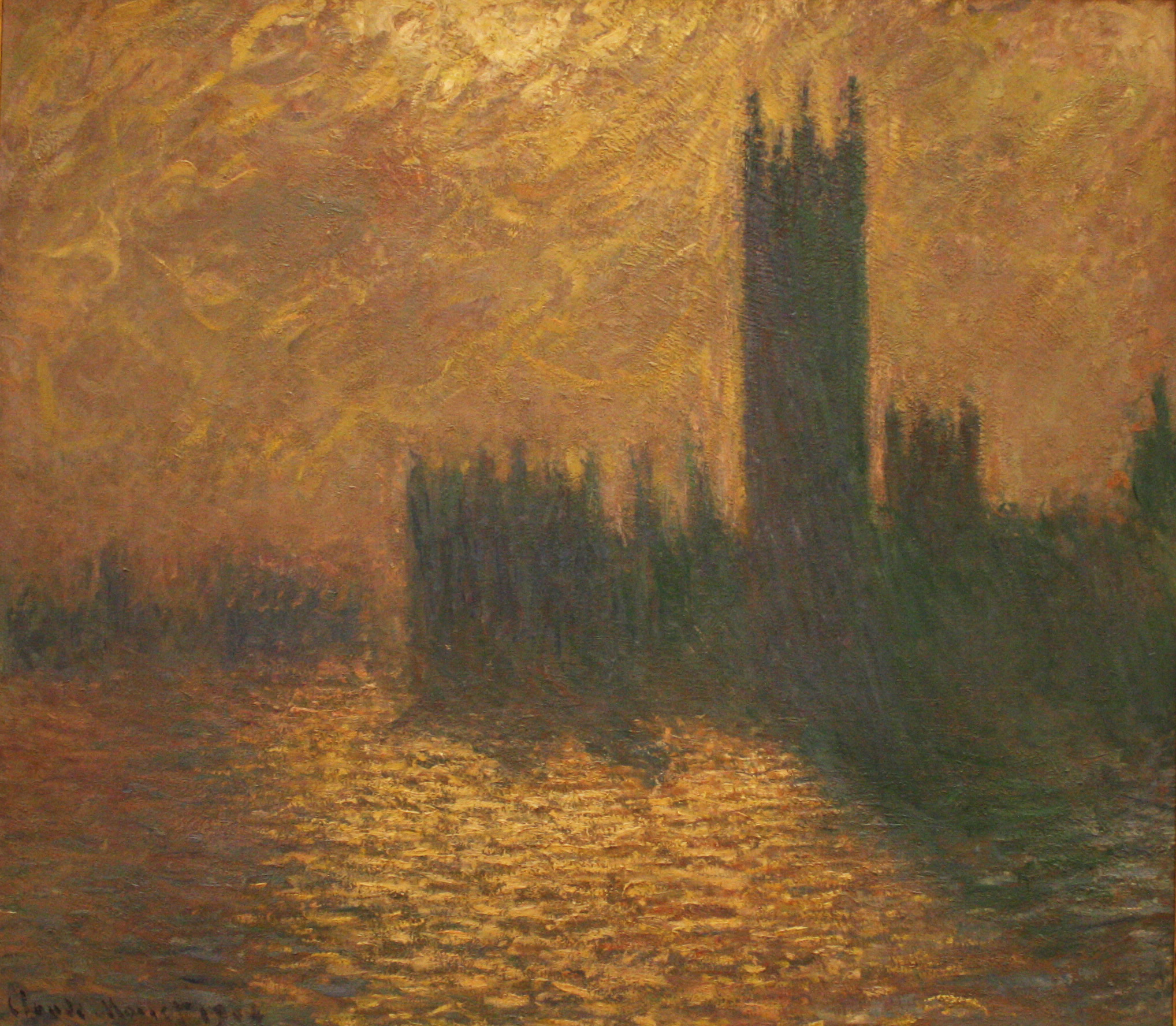
Stormachtige lucht, 1904, Museum voor Schone Kunsten, Rijsel
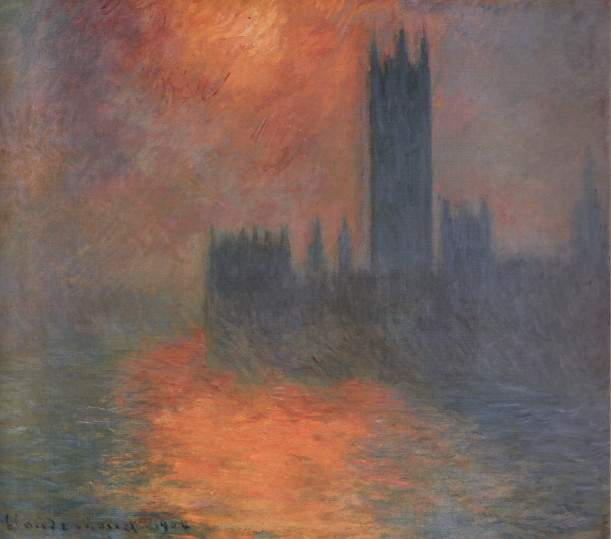
Ondergaande zon, 1904, Kunsthaus Zürich
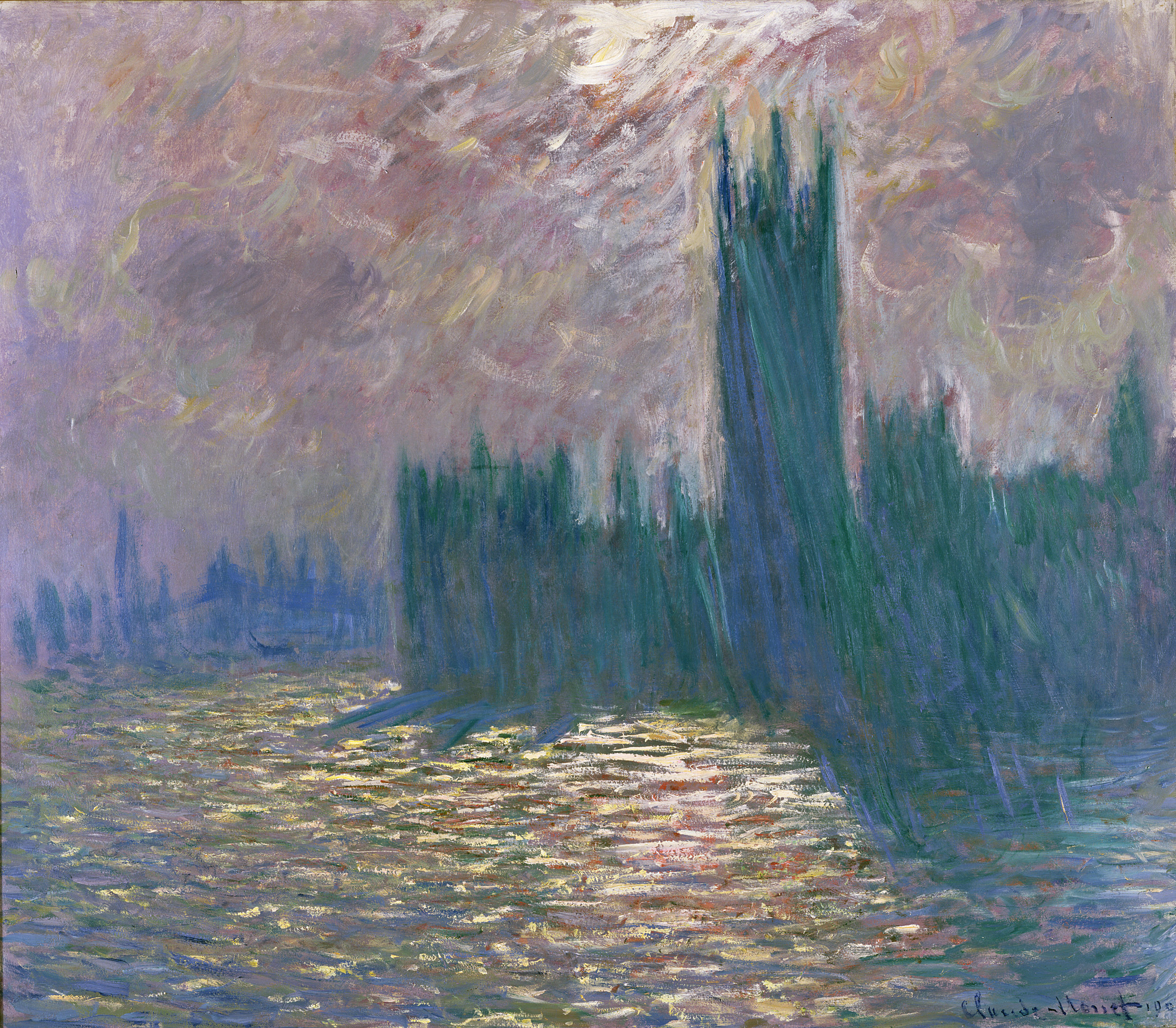
Reflecties op de Thames, 1904-1905, Musée Marmottan Monet, Parijs